# Colome (Dacota do Sul)
Colome é uma cidade localizada no estado norte-americano de Dacota do Sul, no Condado de Tripp.

## Demografia
Segundo o censo norte-americano de 2000, a sua população era de 340 habitantes.
Em 2006, foi estimada uma população de 312, um decréscimo de 28 (-8.2%).

## Geografia
De acordo com o United States Census Bureau tem uma área de
0,7 km², dos quais 0,7 km² cobertos por terra e 0,0 km² cobertos por água. Colome localiza-se a aproximadamente 696 m acima do nível do mar.

## Localidades na vizinhança
O diagrama seguinte representa as localidades num raio de 36 km ao redor de Colome.